# Thevray
Thevray är en kommun i departementet Eure i regionen Normandie i norra Frankrike. Kommunen ligger i kantonen Beaumesnil som tillhör arrondissementet Bernay. År 2018 hade Thevray 307 invånare.

## Befolkningsutveckling
Antalet invånare i kommunen Thevray
Referens:INSEE